# Pere de Rocabertí i Desfar
Pere de Rocabertí i Desfar (spanisch Pedro de Rocabertí, * 13. Jahrhundert; † 19. Dezember 1324) war ein Bischof von Girona.

## Leben und Werk
Pere de Rocabertí war zunächst Kanoniker und ab Oktober 1318 bis zu seinem Tod 1324 Bischof von Girona. Er war der Sohn des Grafen Dalmau VI. de Rocabertí und seiner Frau Ermessenda Desfar, Baronin von Navata und Calabuig. Er war der Bruder des Erzbischofs von Tarragona Guillem de Rocabertí (1309–1315).
Pere de Rocabertí ist in einer Seitenkapelle der Kathedrale von Girona in einem Grabmal beigesetzt, das mit den Wappen der Familie Rocabertí geschmückt ist.